# Gun Carriage Factory Jabalpur
Gun Carriage Factory Jabalpur (di solito abbreviata in G. C. F. Jabalpur) è una suddivisione dell'India, classificata come census town, di 15.274 abitanti, situata nel distretto di Jabalpur, nello stato federato del Madhya Pradesh. In base al numero di abitanti la città rientra nella classe IV (da 10.000 a 19.999 persone).

## Geografia fisica
La città è situata a 23° 12' 00 N e 79° 57' 34 E.

## Società

### Evoluzione demografica
Al censimento del 2001 la popolazione di Gun Carriage Factory Jabalpur assommava a 15.274 persone, delle quali 8.075 maschi e 7.199 femmine. I bambini di età inferiore o uguale ai sei anni assommavano a 1.319, dei quali 710 maschi e 609 femmine. Infine, coloro che erano in grado di saper almeno leggere e scrivere erano 12.866, dei quali 7.138 maschi e 5.728 femmine.